# 粒突鳞鲬
粒突鳞鲬（学名：Onigocia tuberculatus）为鲬科鳞鲬属的鱼类，俗名锅铲头鱼。分布于印度洋北部、南洋群岛以及中国南海、台湾海峡等海域，属于近海底层小杂鱼。

## 扩展阅读
維基物種上的相關：粒突鳞鲬